# Chalid Umar Zaki Muhammad Abd Allah
Chalid Umar Zaki Muhammad Abd Allah (arab. خالد عمر زكي محمد عبدالله; ur. 17 lutego 1996) – egipski zapaśnik walczący w stylu wolnym. Zajął siedemnaste miejsce na mistrzostwach świata w 2019. Złoty medalista igrzysk afrykańskich w 2019, a także mistrzostw Afryki w 2018 i 2019. Siódmy na igrzyskach wojskowych w 2019. Mistrz arabski w 2018 i 2021. Mistrz Afryki juniorów w 2015 i 2016 roku.